# Воля-Мощеницька
Воля-Мощеніцька (пол. Wola Moszczenicka) — село в Польщі, у гміні Мощениця Пйотрковського повіту Лодзинського воєводства.
Населення — 2036 осіб (2011).
У 1975-1998 роках село належало до Пйотрковського воєводства.

## Демографія
Демографічна структура станом на 31 березня 2011 року:
|          | Загалом | Допрацездатний вік | Працездатний вік | Постпрацездатний вік |
| -------- | ------- | ------------------ | ---------------- | -------------------- |
| Чоловіки | 993     | 210                | 707              | 76                   |
| Жінки    | 1043    | 194                | 622              | 227                  |
| Разом    | 2036    | 404                | 1329             | 303                  |